# Gil Eannes (Schiff, 1914)
Die Gil Eannes war 1914 gebautes portugiesisches Frachtschiff, die frühere Lahneck der DDG Hansa. 1916 beschlagnahmte Portugal den Dampfer und nutzte ihn als Hilfskreuzer, Truppentransporter und Hospitalschiff der Frota Branca. 1956 nach Italien verkauft, wurde er 1960 abgewrackt.

## Bau und technische Daten
Vor dem Ersten Weltkrieg bestellte die Reederei DDG Hansa zwei Frachtschiffe für ihren Spanien-Portugal-Dienst, die erstmals Dieselmotoren erhalten sollten. Nachdem es beim ersten der beiden Schiffe, der Rolandseck, zu Problemen mit den Motoren gab, wurde die Bestellung des zweiten Schiffes als herkömmlicher Dampfer ausgesprochen. Die Kiellegung auf der Seebeckwerft in Geestemünde erfolgte unter der Baunummer 337, am 24. März 1914 der Stapellauf als Lahneck.
Den Namen Lahneck nach der Burg Lahneck nahe Koblenz hatte 1882 erstmals ein kleiner Dampfer für die Nord- und Ostsee-Fahrt erhalten. Das 1883 von Schichau abgelieferte 746 BRT große Schiff strandete am 23. Dezember 1894 bei Schiermonnikoog. Erst im folgenden Sommer abgebracht, wurde die erste Lahneck für reparaturunwürdig erklärt und in die Niederlande verkauft. Dort repariert sank das Schiff als norwegische Freidig am 24. Oktober 1918 nach Kollision in der Nordsee.
Die Länge der zweiten Lahneck betrug 84,6 Meter über alles, sie war 12,5 Meter breit und wies einen Tiefgang von 5,0 Metern auf. Sie war mit 1775 BRT bzw. 786 NRT vermessen und hatte eine Tragfähigkeit von 2670 tdw. Der Antrieb bestand aus einer Dreizylinder-Dreifach-Expansionsmaschine, deren Leistung 1600 PSi betrug. Diese wirkte auf eine Schraube, der Dampfer erreichte eine Geschwindigkeit von 11,5 Knoten.

## Geschichte

### Deutsches FrachtschiffLahneck(1914–1916)
Mit der Indienststellung des Schiffes am 31. Mai 1914 nahm die Lahneck den Dienst zwischen Deutschland und Spanien sowie Portugal für die DDG Hansa auf. Gerade einmal zwei Monate später begann der Erste Weltkrieg. Die Lahneck befand sich im neutralen Lissabon und wurde dort am 9. August 1914 interniert. Dort blieb sie fast zwei Jahre interniert. Am 23. Februar 1916 wurde sie wie alle deutschen Schiffe in Portugal und seinen Überseebesitzungen auf britischen Druck von der portugiesischen Regierung beschlagnahmt. Bei Kriegsbeginn hatten sich 72 deutsche und zwei österreich-ungarische Schiffe in portugiesischen Häfen befunden, davon 35 allein in Lissabon. Dies führte zur Kriegserklärung des Deutschen Reichs an Portugal.

### Portugiesischer Hilfskreuzer und FrachtschiffGil Eannes(1916–1927)
Die portugiesische Regierung unterstellte das Schiff ihrer Marine, die es bewaffnete und als Hilfskreuzer klassifizierte. Der bewaffnete Dampfer erhielt den Namen Gil Eannes nach dem gleichnamigen portugiesischen Seefahrer und Entdecker Gil Eanes aus dem 15. Jahrhundert. Zugleich gründete die Regierung die staatliche Gesellschaft Transportes Maritimos do Estado, um die beschlagnahmten deutschen Schiffe wieder in Verkehr zu bringen – unter anderem die Gil Eannes. Die Gil Eannes erhielt eine Bewaffnung von zwei Geschützen vom Kaliber 76-mm, eines vom Kaliber 65-mm und eines von 47-mm. Die Besatzung bestand nun aus 114 Offizieren und Mannschaften. Die Marine setzte den Dampfer zusammen mit der Pedro Nunes und britischen Schiffen zunächst für Truppentransporte von Portugal nach Frankreich sowie zurück ein, nach dem Krieg diente er der Marine als Transporter und fuhr auf der Route zu den Azoren.

### Portugiesisches HospitalschiffGil Eannes(1927–1956)
Die Vorplanungen für ein eigenes portugiesisches Begleit- und Hospitalschiff reichen bis in das Jahr 1922 zurück, als die portugiesische Fischerflotte auf der Neufundlandbank das Fehlen eines Begleitschiffes mit medizinischen Behandlungsmöglichkeiten beklagte. Nur gelegentlich konnten die Fischer die Hilfe eines französischen Hospitalschiffes oder von Ärzten an Land nutzen. Nach Vorüberlegungen zur Ausstattung eines solchen Schiffes und der versuchsweisen Verwendung der Sloop Carvalho Araújo beschloss die Regierung, die Gil Eannes zu einem Begleit- und Hospitalschiff umbauen zu lassen. 1927 fand der Umbau auf einer niederländischen Werft statt: Sie erhielt eine Krankenstation, Apotheke, Post- und Telegrafenstation, Kapelle, Viehställe sowie Lagerräume für Lebensmittel und Versorgungsgüter wie Wasser, Öl, Kohle, Salz und Fischereibedarf. Bevor die Gil Eannes zur Neufundlandbank aufbrach, zog die Regierung sie für Gefangenentransporte nach Guinea, Angola und Timor, sowie für Truppentransporte nach Macau heran.
Im Anschluss diente sie bis 1956 der Fischereiflotte auf der Neufundlandbank als Hospitalschiff, Versorger und Frachter: Auf einer typischen Reise begann die Fischereisaison im April/Mai eines Jahres, bei der sie eine Ladung von 2000 Tonnen Salz nach Neufundland brachte. Vor Ort betreute sie die 3000–4000 portugiesischen Fischer medizinisch und mit Nachschubgütern. Dabei lief sie wiederholt die kanadische Provinzhauptstadt St. John’s an, um frische Lebensmittel zu laden. Am Ende der Saison lud sie den gesalzenen Kabeljau, um ihn nach Portugal zu transportieren. Im Winter, während die Fischereiflotte auflag, beförderte sie weiter den gesalzenen Fisch nach Portugal, bis im Frühjahr wieder die Fischfangsaison begann. Finanziert wurde das Schiff gemeinsam von der portugiesischen Regierung und der Grémio dos Armadores dos Navios da Pesca do Bacalhau (Reedergilde der Kabeljaufischer).
Die portugiesische Marine verkaufte das Schiff in den 1940er Jahren – nach verschiedenen Angaben im Jahr 1942 oder 1946 – an die „Sociedade Nacional dos Armadores do Bacalhau“. An den Aufgaben des Schiffes kam es zu keinen Änderungen. Im Jahr 1956 wurde das inzwischen verbrauchte Schiffe außer Dienst gestellt und durch den im Jahr zuvor vom Stapel gelaufenen Neubau Gil Eannes (2) ersetzt. Noch im gleichen Jahr wurde der alte Dampfer nach Italien zum Abwracken verkauft.

### Italienisches FrachtschiffTetide(1956–1960)
Käufer des Dampfers war die Vulcania S.r.L. in Genua, die das Schiff jedoch nicht abwrackte, sondern nach Reparaturen als Tetide in Dienst stellte. Über die letzten Jahre des Schiffes liegen keine weiteren Informationen vor. Erst im Mai 1960 verkaufte die Reederei den Dampfer zum endgültigen Verschrotten an die Abwrackwerft ARDEM in Vado Ligure.